# Watugaluh
Watugaluh is een bestuurslaag in het regentschap Jombang van de provincie Oost-Java, Indonesië. Watugaluh telt 4063 inwoners (volkstelling 2010).